# Frédéric Garcia
Pour les articles homonymes, voir Frédéric García (homonymie) et García.

a Compétitions nationales et continentales officielles uniquement.

Dernière mise à jour le 27 juin 2017.
Frédéric Garcia, né le 15 avril 1972 à Talence, est un joueur et entraîneur français de rugby à XV. Après avoir évolué toute sa carrière de joueur au sein de l'effectif du club du CA Bordeaux Bègles, il se reconvertit en tant qu'entraîneur spécialisé auprès des avants.

## Biographie

### Carrière de joueur
Natif de Talence, Frédéric Garcia commence le rugby à XV avant l'âge de 10 ans et prend sa licence au CA Bordeaux Bègles en 1981 en tant que pilier. Il intègre l'équipe première en 1992, jusqu'en 2002. Il s'occupe en parallèle du centre de formation du club béglais à partir de 1999.

### Carrière d'entraîneur
Après sa carrière de joueur, Garcia se reconvertit au poste d'entraîneur et prend en charge le CABBG en Pro D2 et en Fédérale 1. Il assiste à la création de l'Union Bordeaux Bègles, qu'il entraîne en 2de division pendant trois saisons. En 2010, il quitte Bordeaux qu'il a toujours connu pour rejoindre l'US Dax, afin de relever de nouveaux challenges, après avoir été contacté par Olivier Roumat. Il est maintenu à son poste à l'intersaison 2011, puis à celle de 2012 pour une année plus une optionnelle. Néanmoins, il est mis à l'écart par la direction de l’USD en février 2013 à la suite des mauvais résultats de la saison.

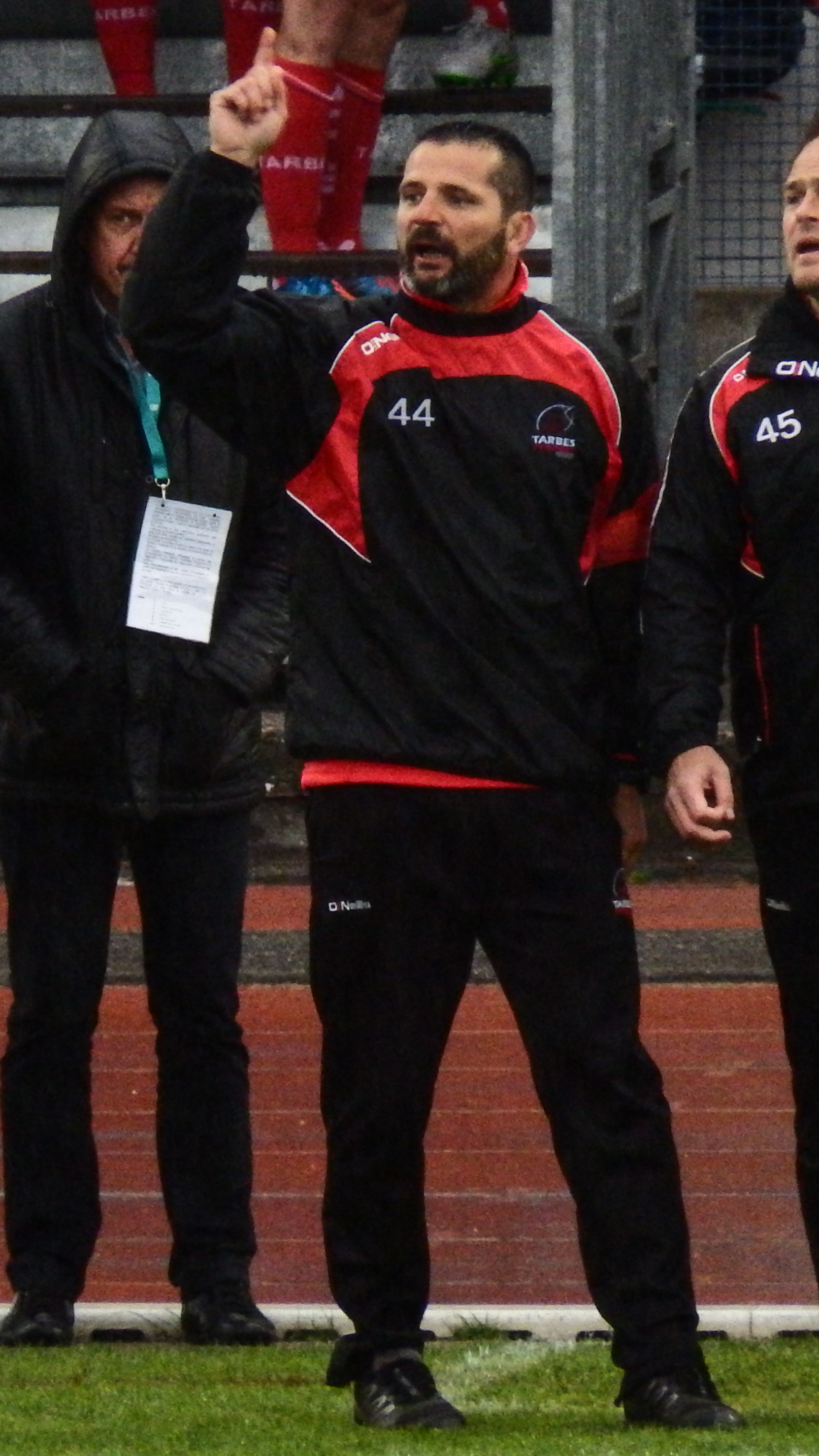
Frédéric Garcia sur le bord du terrain tarbais, en 5 2016.

Il reste dans les Landes et rejoint pour la saison 2013-2014 l’US Tyrosse pour une année, avant de signer avec le Tarbes Pyrénées.
En février 2016, la signature de Garcia avec l'US Carcassonne est annoncée. Cette information est finalement démentie par le club audois, Garcia prend finalement la direction du Biarritz olympique.
En 2017, il n'est pas conservé au sein du BO et remplacé par le Fidjien Simon Raiwalui. Il rejoint ainsi l'équipe d'entraîneurs de l'US Tyrosse à l'intersaison 2018. Il quitte le club un an plus tard pour rejoindre la Fédération française de rugby en tant que conseiller technique en club sur le secteur du Pays basque,.
En 2020, il est nommé directeur du centre de formation de l'Union Bordeaux Bègles. Il est également manager de l'équipe espoirs.

## Statistiques d'entraîneur
| Saison    | Club                  | Division   | Poste  | Classement                      | Coupe d'Europe | Challenge européen |
| --------- | --------------------- | ---------- | ------ | ------------------------------- | -------------- | ------------------ |
| 2003-2004 | CA Bordeaux Bègles    | Pro D2     | Avants | 15e                             | -              | -                  |
| 2007-2008 | Union Bordeaux Bègles | Pro D2     | Avants | 12e                             | -              | -                  |
| 2007-2009 | Union Bordeaux Bègles | Pro D2     | Avants | 11e                             | -              | -                  |
| 2009-2010 | Union Bordeaux Bègles | Pro D2     | Avants | 9e                              | -              | -                  |
| 2010-2011 | US Dax                | Pro D2     | Avants | 14e                             | -              | -                  |
| 2011-2012 | US Dax                | Pro D2     | Avants | 4e, éliminé en demi-finale      | -              | -                  |
| 2012-2013 | US Dax                | Pro D2     | Avants | 14e                             | -              | -                  |
| 2013-2014 | US Tyrosse            | Fédérale 1 | Avants | Éliminé en demi-finale          | -              | -                  |
| 2014-2015 | Tarbes Pyrénées rugby | Pro D2     | Avants | 12e                             | -              | -                  |
| 2015-2016 | Tarbes Pyrénées rugby | Pro D2     | Avants | 13e (relégation administrative) | -              | -                  |
| 2016-2017 | Biarritz olympique    | Pro D2     | Avants | 5e, éliminé en demi-finale      | -              | -                  |
| 2018-2019 | US Tyrosse            | Fédérale 1 | Avants | 7e, poule 2                     | -              | -                  |

## Palmarès

### En tant qu'entraîneur
- Championnat de France de Pro D2 :
  - Demi-finaliste (1) : 2012 avec l'US Dax[3].
- Vice-champion de France espoirs 2023 avec l'Union Bordeaux Bègles